# Polyphylla ragusae
Polyphylla ragusae är en skalbaggsart som beskrevs av Ernst Gustav Kraatz 1882. Polyphylla ragusae ingår i släktet Polyphylla och familjen Melolonthidae. Utöver nominatformen finns också underarten P. r. aliquoi.